# Trigona nigerrima
Trigona nigerrima är en biart som beskrevs av Cresson 1878. Trigona nigerrima ingår i släktet Trigona, och familjen långtungebin. Inga underarter finns listade.

## Beskrivning
En relativt stor art för att vara ett gaddlöst bi, med övervägande svart kropp och mörka vingar.

## Ekologi
Släktet Trigona tillhör de gaddlösa bina, ett tribus (Meliponini) av sociala bin som saknar fungerande gadd. De har dock kraftiga käkar, och kan bitas ordentligt. Boet skyddas aggressivt av arbetarna.
Arten har bland annat påträffats på släktet Cinchona ur måreväxternas familj.

## Utbredning
Utbredningsområdet omfattar sydligaste Nordamerika till nordligaste Sydamerika: Från Mexiko över Belize, Guatemala, Honduras, Costa Rica och Panama till Colombia och Ecuador.